# Олсуфьев, Григорий Васильевич
Григорий Васильевич Олсуфьев (2 (14) февраля 1875 — 17 февраля 1957, Анцирабе, Мадагаскар) — офицер лейб-гвардии Кавалерийского полка, инженер, коллежский регистратор, российский энтомолог, специалист по систематике жесткокрылых и перепончатокрылых.

## Биография
Родился 2 (14) февраля 1875 в семье Василия Алексанровича Олсуфьева (1831—1883), сына героя Бородинского сражения и его третьей жены Александрины Григорьевны, урождённой Есиповой (1851—1899), во втором браке Святополк-Четвертинской.
В 1910-х годах работал делопроизводителем Пензенского отделения Крестьянского поземельного банка. В это же время был активным членом русского энтомологического общества занимался систематикой пластинчатоусых жуков. В 1923 году описал и дал научное описание одного из самых редких насекомых европейской части России жука Silphopsyllus desmanae, являющегося паразитом выхухоли.
В 1923 году эмигрировал во Францию, затем работал в Марокко как французский исследователь-энтомолог. В 1928 году в Париже выступал с докладами о мимикрии саранчовых в Западной Африке.
С конца 1920-х годов продолжал исследования на Мадагаскаре, где состоял на службе правительства Мадагаскара. В 1926—1928 проводил сборы насекомых в Верхней Вольте.
В 1931 году в Париже на собрании «Объединения русских, окончивших высшие учебные заведения за рубежом» (ОРОВУЗ), прочёл лекцию об условиях жизни и работы на Мадагаскаре. Олсуфьев состоял в обществе друзей Цимбазаза (зоопарк города Антананриву). В 1932 года избран членом Малагасийской академии наук.
Энтомологические коллекции, собранные Г. В. Олсуфьевым на Мадагаскаре находятся в коллекции А. Сейрига в Национальном музее естественной истории в Париже.
Умер на Мадагаскаре 17 февраля 1957 года, по другой версии 17 июля 1957 года. Могила учёного была найдена и отреставрирована блогером и производителем пряностей И. Клейменовым в 2021 году.

## Семья
Первая жена Анна Александровна Олсуфьева (урождённая Соломирская), дети от первого брака: Ольга (1903—1986), Николай (1905—1988) и Василий (1910—1982).
Вторая жена Наталия Олсуфьева (урожденная Анфилова) (1889—1973). Похоронена на кладбище для иностранцев в городе Анцирабе (Antsirabe), Мадагаскар.

## Таксоны, описанные Г. В. Олсуфьевым
Олсуфьев описал более 300 таксонов насекомых, из которых около 170 признаются валидными:
Роды жесткокрылых
- Aleiantus  Olsoufieff, 1947
- Apotolamprus  Olsoufieff, 1947
- Coprophanaeus  Olsoufieff, 1924
- Epactoides  Olsoufieff, 1947
- Lucassenia  Olsoufieff, 1940
- Silphopsyllus Olsufiev, 1923
- Spherocanthon Olsoufieff, 1947
- Sulcophanaeus Olsoufieff, 1924
- Waltherhornia Olsoufieff , 1934

Виды жесткокрылых
- Oxythyrea natalia Olsoufieff, 1916
- Geotrupes olgae Olsoufieff, 1918
- Silphopsyllus desmanae Olsufiev, 1923

## Важнейшие публикации
- Olsoufieff G. Notes sur les Onthophagides paléarctiques. I (фр.) // Annuaire du Musée Zoologique de l’Académie Impériale de Sciences : Журнал. — 1900. — Vol. 5. — P. 266—275.
- Олсуфьев Г. В. Жуки между рельсами полотна железной дороги // Русское энтомологическое обозрение : Журнал. — 1916. — Т. 16. — Vol. 5, № 3 и 4. — С. 412.
- Олсуфьев Г. В. Обзор бронзовок Кавказа и сопредельных стран // Известия Кавказского Музея : Журнал. — 1917. — Т. 10. — Vol. 5. — С. 155—180.
- Olsoufieff G. Les Coprophages de la Caucasie (фр.) // Mémoires du Musée du Caucase : Журнал. — 1918. — Vol. 7. — P. 1—92.
- Олсуфьев Г. В. Собирание насекомых. — Петроград: Мысль, 1922. — 21 с.
- Олсуфьев Г. В. Silphopsyllus desmanae, gen. et sp. nn. (Coleoptera, Leptinidae), паразит выхухоли // Русское энтомологическое обозрение : Журнал. — 1923. — Т. 18, № 5. — С. 81—90.
- Olsoufieff G. Notes sur les Cétoines malgaches (фр.) // Bulletin de la Societe entomologique de France. Paris : Журнал. — 1925. — Vol. 8. — P. 132—137.
- Hustache A., Olsoufieff G. Synopsis des Curculionides de Madagascar (фр.) // Mémoires de Académie malgache (Antananarivo) : Журнал. — 1933. — Vol. 15. — P. 1—133.
- Olsoufieff G. Revision systematique des Mutilles de Madagascar (фр.) // Bulletin de l’Académie Malgache, nouvelle série : Журнал. — 1938. — Vol. 20. — P. 171—217.
- Olsoufieff G. Les Epilissiens de  Madagascar (фр.) // Bulletin de l’Académie Malgache, nouvelle série : Журнал. — 1944—1945. — Vol. 26. — P. 169—174.